# Cheesecake
A Cheesecake (magyarul: Sajttorta) egy dal, amely Fehéroroszországot képviselte a 2014-es Eurovíziós Dalfesztiválon, Koppenhágában. A dalt a fehérorosz Teo adta elő angol nyelven.
A dal egy szakításról szól. Teo kedvese az "édes sajttortájának" nevezte, és Teonak elege volt ebből, és szakított vele.
A dal a 2014. január 10-én rendezett 14 fős fehérorosz nemzeti döntőben nyerte el az indulás jogát, ahol TEO és Max Lorens & Didyulya dala között kellett választani a holtverseny miatt. A zsűri és a közönség is ugyanannyi pontot adott nekik, így a zsűrinek kellett döntenie, akik végül Teo dalát küldték Koppenhágába.
A dalt Koppenhágában először a május 8-i második elődöntőben adták elő, fellépési sorrendben tizedikként a ír Can-linn és Kasey Smith Heartbeat című dala után, és a macedón Tijana To the Sky című dala előtt. A szavazás sorén 87 ponttal az 5. helyen végzett, amivel továbbjutott a döntőbe.
A május 10-én rendezett döntőben fellépési sorrendben másodikként adták elő az ukrán Mariya Yaremchuk Tick-Tock című dala után, és az azeri Dilara Kazimova Start a Fire című dala előtt. A szavazás során 43 pontot kapott, ami a 16. helyet jelentette a 26 fős mezőnyben. A dal egy országtól, Oroszországtól kapta meg a maximális 12 pontot.